# Хомінг
Го́мінґ (англ. homing, від home — вертатися додому) — термін, що застосовують в біології на позначення інстинкту «повернення додому».

## Зоологія
Гомінґ, інстинкт дому — здатність тварини за певних умов повертатися зі значної відстані на свою ділянку проживання, до гнізда, лігва тощо.
Найяскравіше інстинкт дому проявляється у видів з дальніми сезонними міграціями (вугор річковий, прохідні лососеві риби, морські черепахи, багато перелітних птахів, ластоногі).
Сивка бурокрила (Pluvialis dominicana), що відлітає наприкінці літа на зимівлю за 13 тис. км від місця свого гніздування, наступної весни влаштовує гніздо не далі, ніж за декілька метрів від торішнього. Більшість самців морського котика з початком сезону розмноження повертаються на одне і те ж місце, де з року в рік займають одну і ту ж територію діаметром з 10 м. Альбатроси, завезені від гніздової території за 2000—6000 км, повертаються на свої гнізда, пролітаючи в середньому по 200—500 км на день.
Гомінґ, як показали експерименти, властивий також осілим тваринам (наприклад, деяким земноводним та плазунам). Гомінґ, вироблений у ході штучного добору, у високому ступені розвинутий у поштових голубів.
В основі гомінґу лежить «прив'язаність» особини до певної ділянки місцевості, де тварина народилася (філопатрія) або де вона успішно розмножилася.

## Молекулярна біологія
Термін застосовують до деяких форм поведінки клітин, які вертаються до «вихідного місця існування». Він властивий для Т-лімфоцитів, які після дозрівання в тимусі повертаються до лімфатичних вузлів. Гемопоетичні стовбурові клітини демонструють подібні властивості при пересадці кісткового мозку — після введення у кров клітин донора в організм реципієнта, стовбурові клітини повертаються у кістковий мозок.